# Jagsal
Jagsal ist ein Ortsteil der Stadt Schlieben im südbrandenburgischen Landkreis Elbe-Elster. Er befindet sich etwa fünf Kilometer südlich des Stadtkerngebietes und umfasst eine Fläche von 802,8 Hektar.

## Geschichte

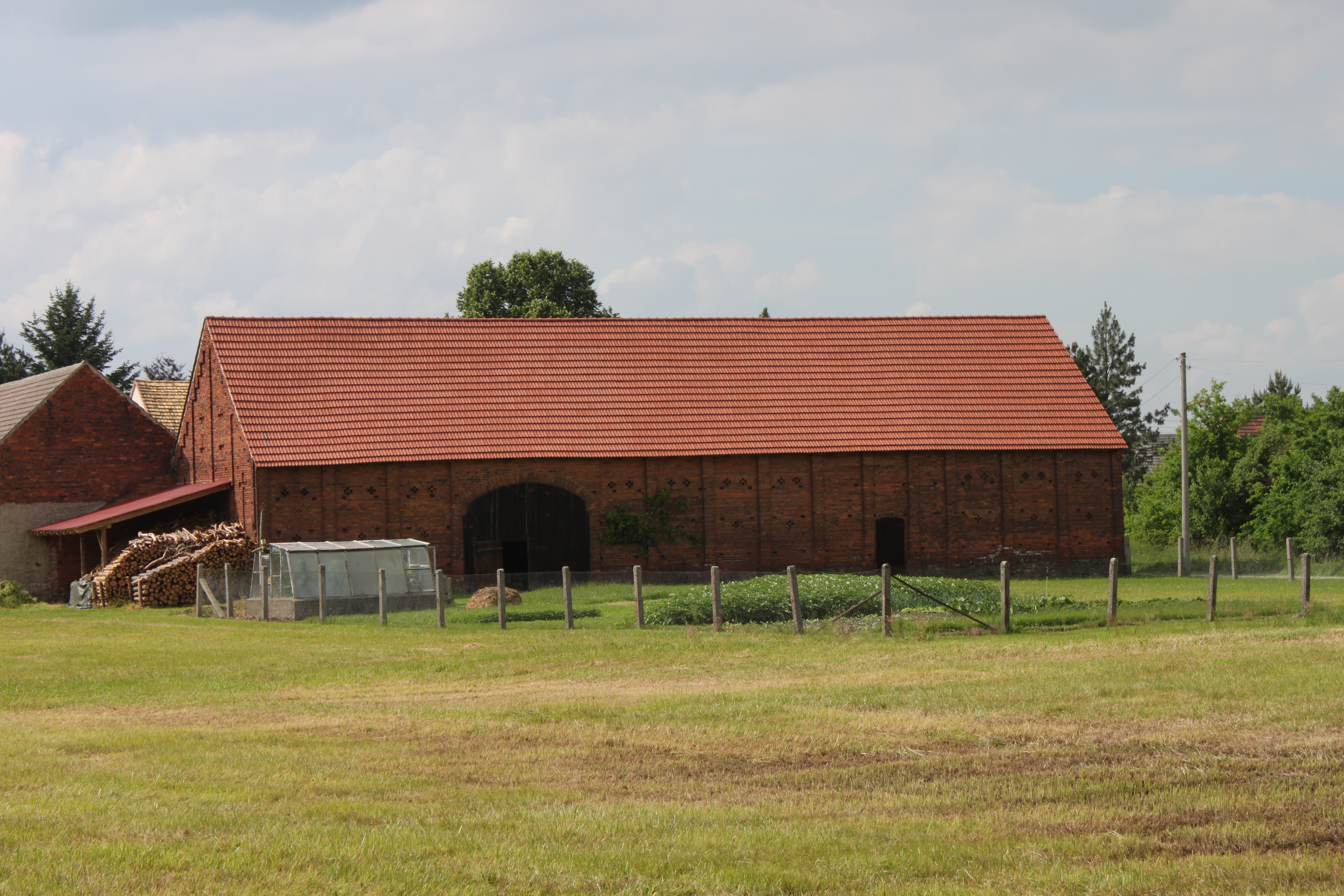
Unter Denkmalschutz stehende Scheune eines Bauernhofes in Jagsal

Das Straßendorf wurde urkundlich erstmals 1375 als Jagesel erwähnt.
Während der Befreiungskriege hat sich im August 1813 auf den Jagsaler Fluren der sogenannte Franzosenmord ereignet. Kosaken ermordeten hier in der Nacht vom 19. zum 20. August 61 typhuskranke französische, bayrische und italienische Kriegsgefangene mittels Säbelhieben und Lanzenstichen und beraubten sie anschließend.
Jagsal ist seit dem 1. November 2001 ein Ortsteil der Stadt Schlieben.
| 1875 | 190 |  | 1946 | 274 |  | 1989 | 173 |  | 1995 | 169 |
| 1890 | 190 |  | 1950 | 229 |  | 1990 | 176 |  | 1996 | 164 |
| 1910 | 190 |  | 1964 | 184 |  | 1991 | 169 |  | 1997 | 158 |
| 1925 | 193 |  | 1971 | 161 |  | 1992 | 170 |  | 1998 | 154 |
| 1933 | 184 |  | 1981 | 156 |  | 1993 | 171 |  | 1999 | 153 |
| 1939 | 159 |  | 1985 | 159 |  | 1994 | 168 |  | 2000 | 154 |

## Kultur und Sehenswürdigkeiten
Einen parkähnlichen Eichenbestand weist der unter Naturschutz stehende Quellgrund auf. Unter der an der alten Heerstraße gelegenen sogenannten Napoleoneiche soll hier einst Napoleon auf einem seiner Feldzüge gerastet haben.
Von einer langen Mühlengeschichte zeugt in Jagsal der Mühlteich. Bis 1949 gab es in Jagsal eine Wassermühle, deren Existenz sich bis in das Jahr 1587 zurückverfolgen lässt. Sie gehörte einst der Rittergutsfamilie von Strauchwitz in Osteroda und wurde später mit dem gesamten Dorf Jagsal an das Amt Schlieben verkauft. Nach ihrer Außerbetriebnahme im Jahr 1941 wurde sie nach einigen Jahren des Stillstands schließlich abgerissen. Auf dem Grundstück befindet sich in der Gegenwart ein landwirtschaftlicher Betrieb und eine Pension.
Unter Denkmalschutz stehen in Jagsal die Durchfahrtsscheune eines Großbauerngehöftes in der Dorfstraße 23 sowie ein historischer Wegweiser aus Sandstein an der Ortsverbindungsstraße L 69 von Osteroda nach Oelsig, der zu den ältesten erhaltenen Wegemarkierungen in Südbrandenburg gehört.
Außerdem befindet sich in Jagsal ein Kriegerdenkmal in Form einer Stele zu Ehren der im Ersten Weltkrieg gefallenen Einwohner des Ortes.

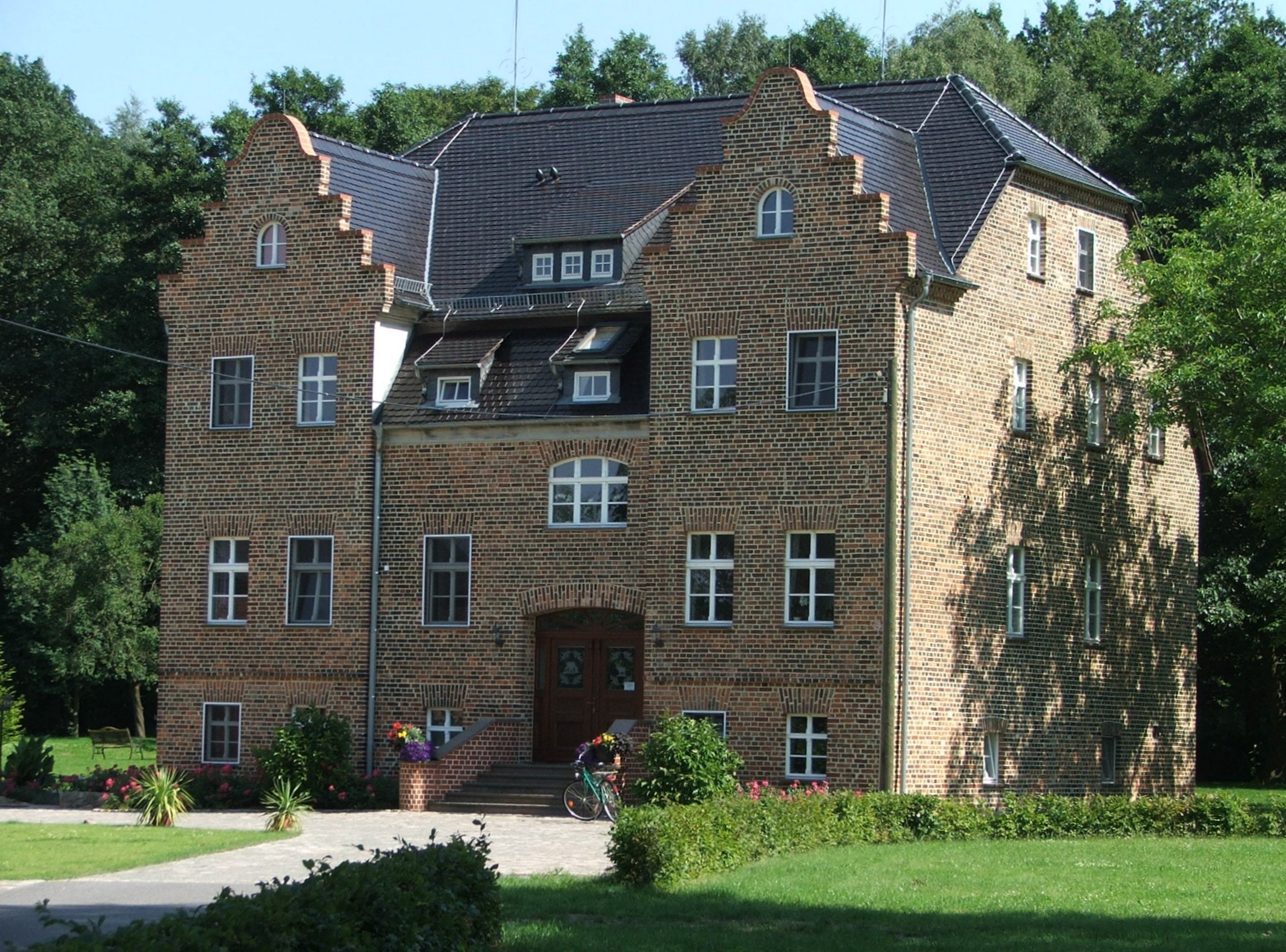
An der einstigen Jagsaler Mühle
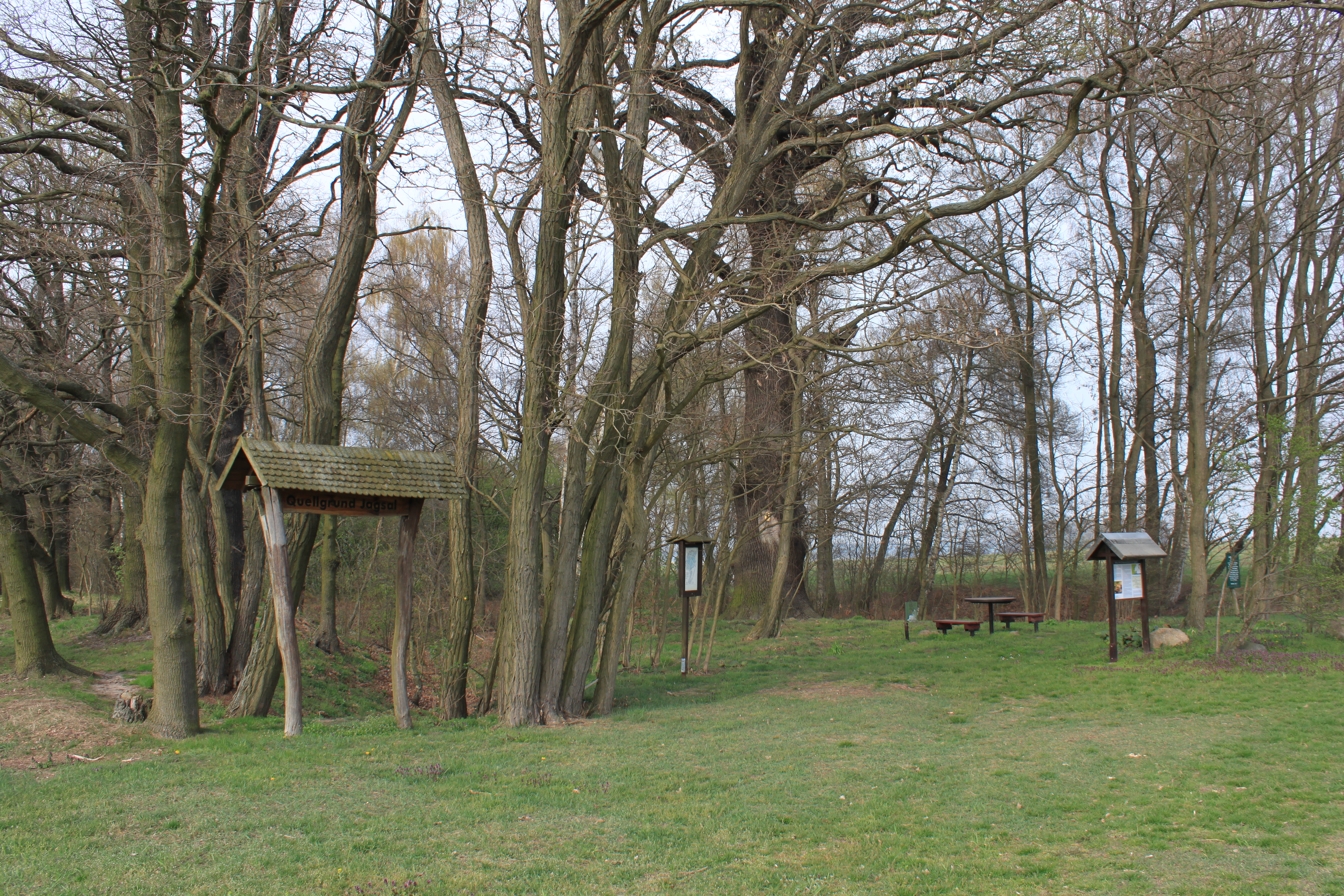
Quellgrund
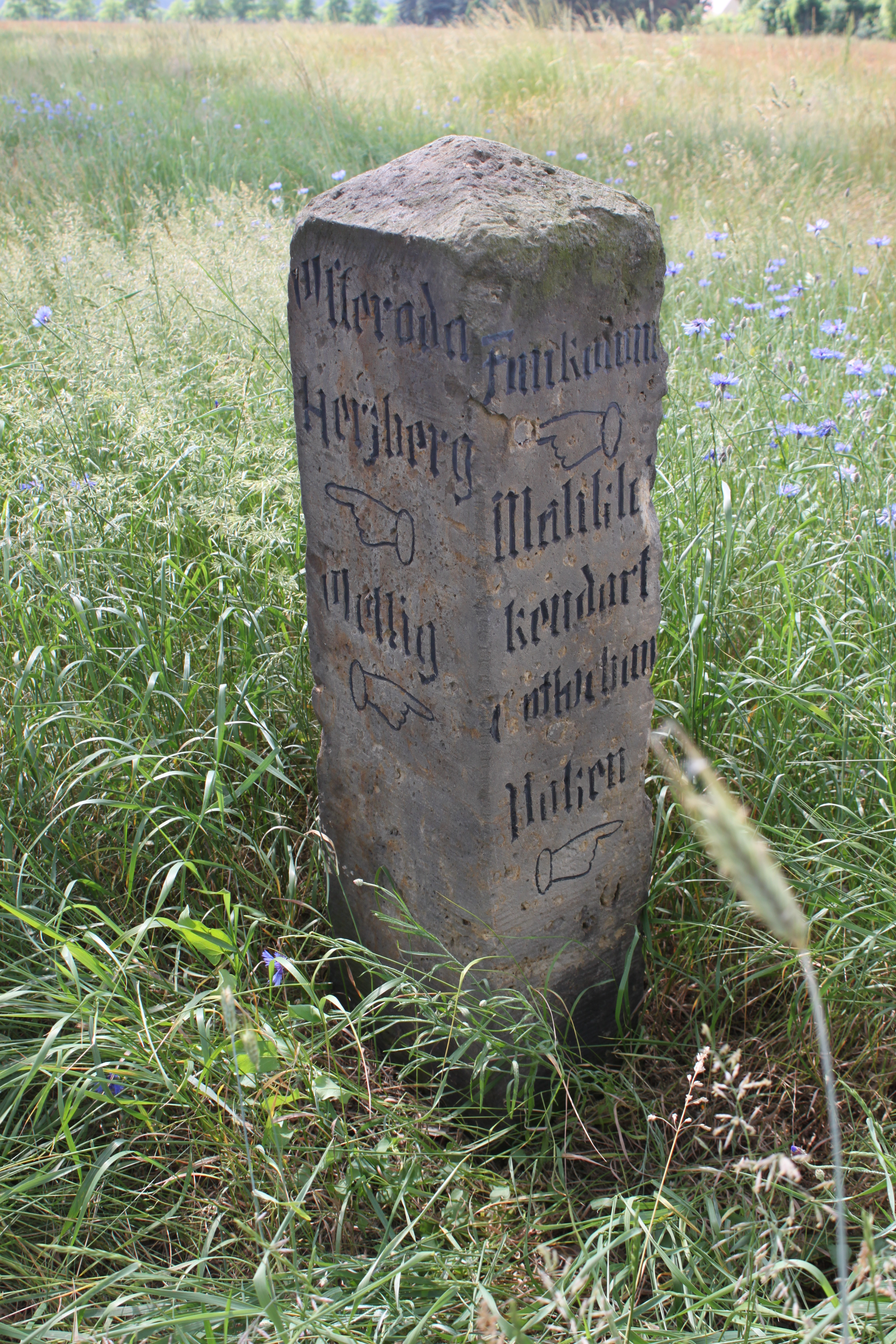
Historischer Wegweiser in Jagsal